# Луостари
Луоста́ри (фин. Luostari — монастырь) — посёлок (военный городок) в Печенгском районе Мурманской области. Население 2 260 человек (2010).

## История

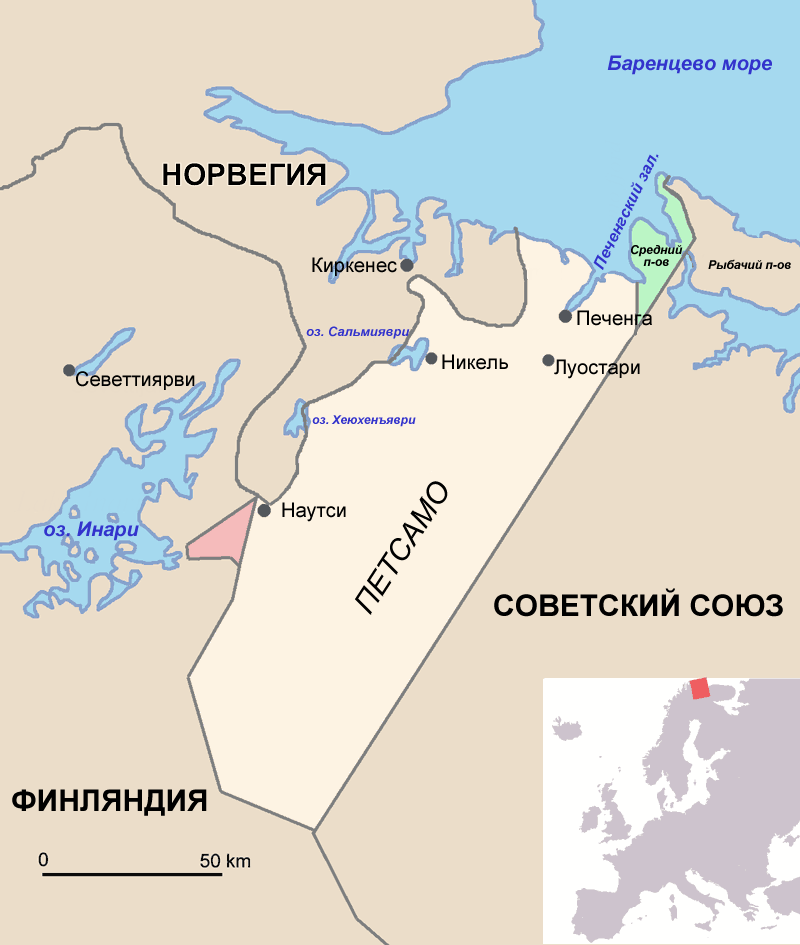
Луостари в составе финской губернии Петсамо

Своё название посёлок получил благодаря Успенской пустыни при древнем Трифоновом Печенгском монастыре. Пустынь была поставлена на месте кончины святого Трифона Печенгского.
В годы Второй мировой войны территория использовалась гитлеровской коалицией для нападения на Заполярье. Занята войсками 14-й армии Карельского фронта в октябре 1944 в ходе Петсамо-Киркенесской наступательной операции.
На военно-воздушной базе Северного флота в 2 км от Луостари в посёлке Корзуново (тогда ещё части Луостари) с 1957 по 1960 годы проходил службу Юрий Гагарин, направленный сюда после окончания Оренбургского лётного училища. В посёлке есть домик-музей Гагарина. 13 декабря 1962 года из посёлка был выделен отдельный населённый пункт Луостари Новое.
С 2005 года входит в состав муниципального образования сельское поселение Корзуново.

## Население
| 2002 | 2010  | 2021  |
| ---- | ----- | ----- |
| 2210 | ↗2260 | ↘1687 |

Численность населения, проживающего на территории населённого пункта, по данным Всероссийской переписи населения 2010 года составляет 2260 человек, из них 1621 мужчина (71,7 %) и 639 женщин (28,3 %).

## Инфраструктура
- гарнизон Верхнее Луостари (Луостари-2): почта, магазины, детский сад, начальная школа (с 1981 по 20?? гг.). В декабре 1997 г. 856-й самоходно-артиллерийский полк (в/ч 08628), составлявший основную часть гарнизона и обеспечивавший в основном поддержание инфраструктуры, был расформирован, артиллерийские дивизионы переданы в состав 200-й отдельной мотострелковой бригады[7]. В гарнизоне также базировались в/ч 41599 (5-й армейский артиллерийский полк) и в/ч 86789 (отдельный армейский разведывательно-артиллерийский дивизион).
- гарнизон Нижнее Луостари (Луостари-1): детский сад, в/ч 08275 (танковые войска, ракетные войска (в/ч 84627), ремонтный батальон).

## Русская православная церковь
- Печенгский монастырь (восстанавливается)

## Интересные факты
- На станции Луостари расположен самый северный в мире железнодорожный вокзал.
- В 2017 году в издательстве «Росмэн» вышла автобиографичная философская сказка писателя и переводчика Анастасии Строкиной "Совиный волк". Повесть рассказывает о жизни главной героини в поселке Корзуново, о детском одиночестве, о любви и самоопределении.

## Галерея

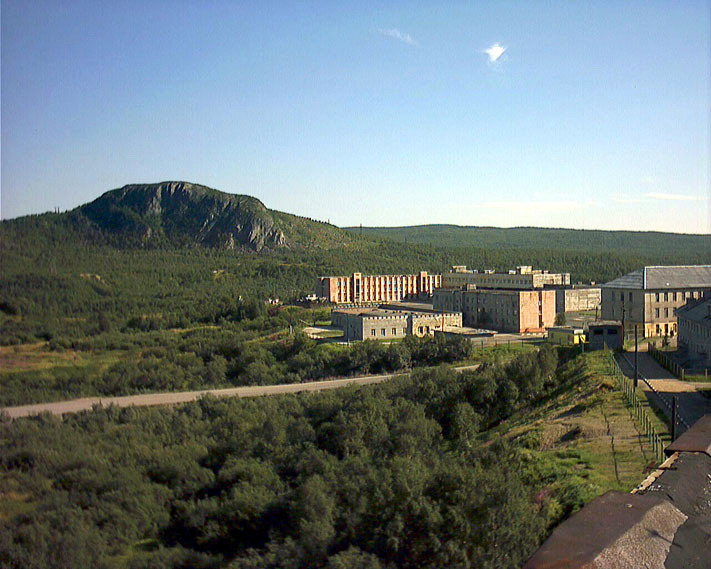
Вид на Генеральскую сопку
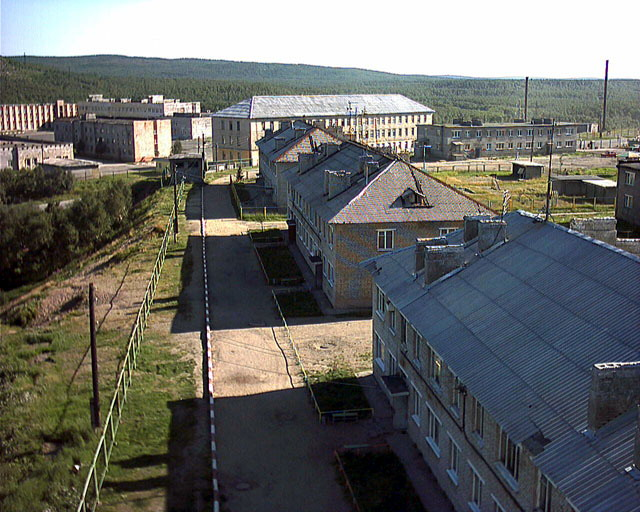
Дома в Луостари
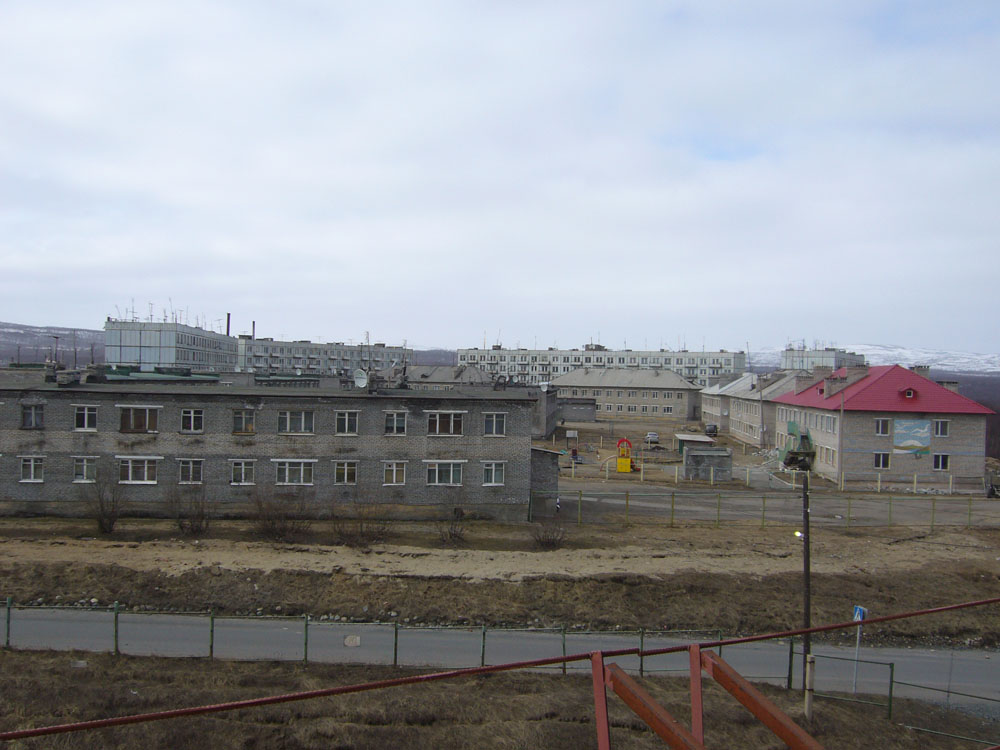
Вид на гарнизон Нижнее Луостари
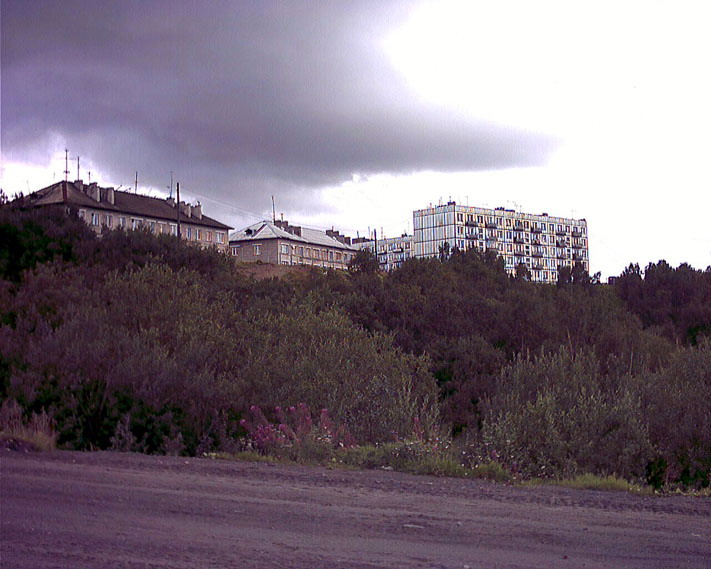
Дома в Луостари
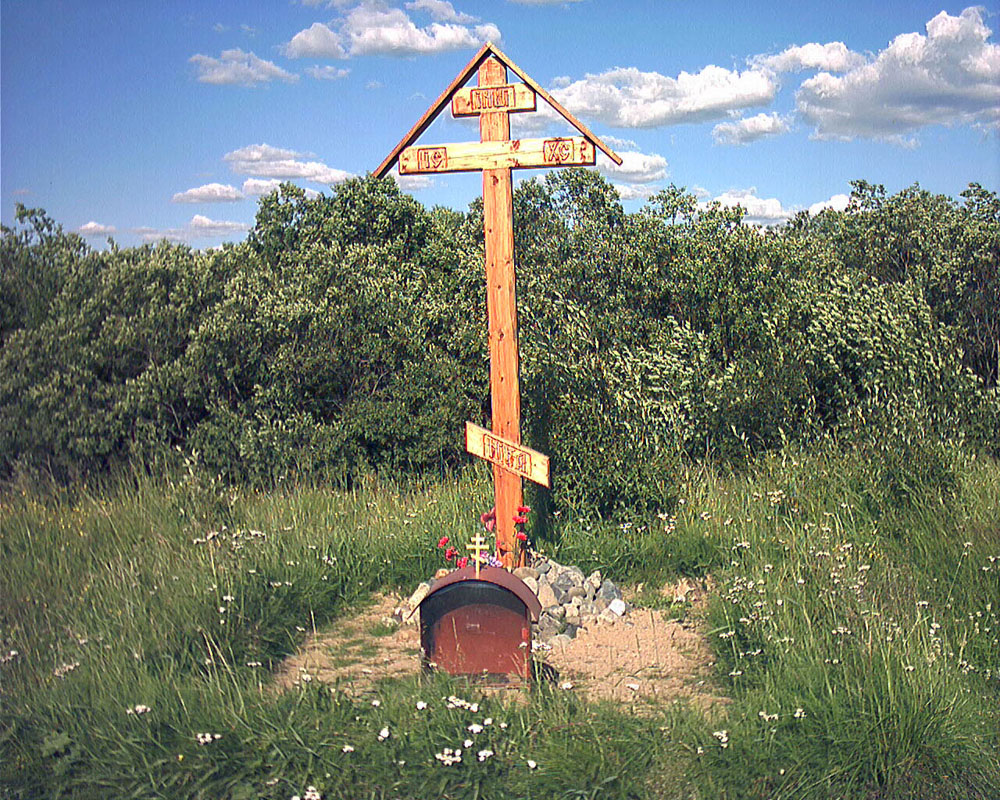
Памятный крест Трифону Печенгскому
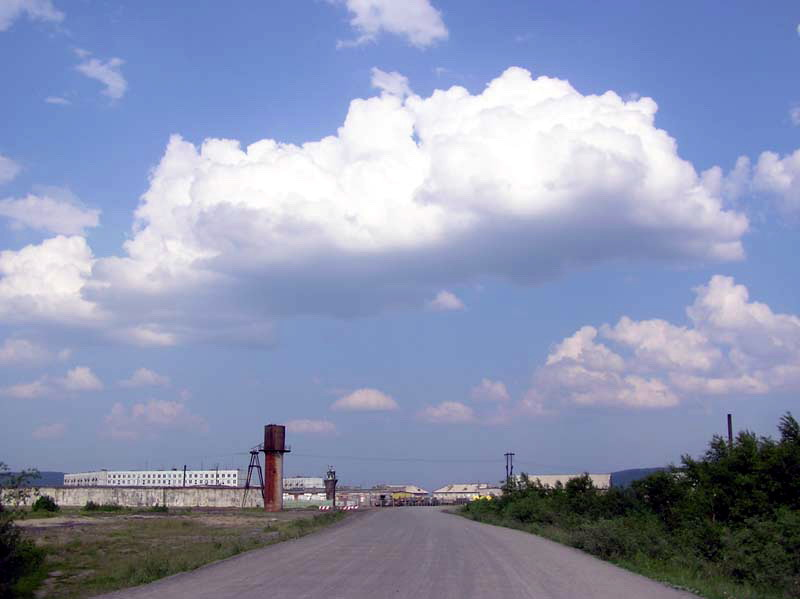
Въезд в Луостари